# Fotboll vid olympiska sommarspelen 1908
Fotboll vid olympiska sommarspelen 1908 i London, England, Storbritannien var den första olympiska fotbollsturneringen. Åtta lag deltog (bland annat två från Frankrike), då Ungern och Böhmen drog sig ur före start. Engelska Football Association organiserade tävlingen. Danmarks Sophus "Krølben" Nielsen noterade nytt rekord med 10 mål i segern med 17–1 över Frankrike.

## Medaljörer
| Placering | Land           | Guld | Silver | Brons |
| 1         | Storbritannien | 1    | 0      | 0     |
| 2         | Danmark        | 0    | 1      | 0     |
| 3         | Nederländerna  | 0    | 0      | 1     |
|           |                |      |        |       |
| —         | Frankrike      | 0    | 0      | 0     |
| —         | Sverige        | 0    | 0      | 0     |

## Medaljsummering
| Gren   | Guld | Silver | Brons |
| Herrar | Storbritannien Horace Bailey Arthur Berry Frederick Chapman Walter Corbett Harold Hardman Robert Hawkes Kenneth Hunt Herbert Smith Harold Stapley Clyde Purnell Vivian Woodward George Barlow Albert Bell Ronald Brebner W. Crabtree Walter Daffern Thomas Porter Albert Scothern | Danmark Peter Marius Andersen Harald Bohr Charles Buchwald Ludvig Drescher Johannes Gandil Harald Hansen August Lindgren Kristian Middelboe Nils Middelboe Sophus Nielsen Oskar Nørland Bjørn Rasmussen Vilhelm Wolfhagen Magnus Beck Ødbert E. Bjarnholt Knud Hansen Einar Middelboe | Nederländerna Reinier Beeuwkes Frans de Bruyn Kops Karel Heijting Jan Kok Bok de Korver Emil Mundt Louis Otten Jops Reeman Edu Snethlage Ed Sol Jan Thomée Caius Welcker Jan van den Berg Lo la Chapelle Vic Gonsalves John Heijting Tonie van Renterghem |

## Laguppställningar
Huvudartikel: Spelartrupper i fotboll vid olympiska spelen 1908

## Resultat

### Spelträd
|  | Kvartsfinaler  | Kvartsfinaler |                |    | Semifinaler | Semifinaler |  |  | Final | Final |
|  |                |               |                |    |             |             |  |  |       |       |
|  |                |               |                |    |             |             |  |  |       |       |
|  |                |               |                |    |             |             |  |  |       |       |
|  | Storbritannien | 12            |                |    |             |             |  |  |       |       |
|  | Storbritannien | 12            |                |    |             |             |  |  |       |       |
|  | Sverige        | 1             |                |    |             |             |  |  |       |       |
|  | Sverige        | 1             | Storbritannien | 4  |             |             |  |  |       |       |
|  |                |               | Storbritannien | 4  |             |             |  |  |       |       |
|  |                | Nederländerna | 0              |    |             |             |  |  |       |       |
|  | Nederländerna  | Nederländerna | 0              |    |             |             |  |  |       |       |
|  |                |               |                |    |             |             |  |  |       |       |
|  | Ungern         | W/O           |                |    |             |             |  |  |       |       |
|  | Ungern         | W/O           | Storbritannien | 2  |             |             |  |  |       |       |
|  |                |               | Storbritannien | 2  |             |             |  |  |       |       |
|  |                | Danmark       | 0              |    |             |             |  |  |       |       |
|  | Danmark        | Danmark       | 0              | 9  |             |             |  |  |       |       |
|  | Danmark        |               |                | 9  |             |             |  |  |       |       |
|  | Frankrike B    | 0             |                |    |             |             |  |  |       |       |
|  | Frankrike B    | 0             | Danmark        | 17 |             |             |  |  |       |       |
|  |                |               | Danmark        | 17 |             |             |  |  |       |       |
|  |                | Frankrike     | 1              |    | Bronsmatch  | Bronsmatch  |  |  |       |       |
|  | Frankrike      | Frankrike     | 1              |    | Bronsmatch  | Bronsmatch  |  |  |       |       |
|  |                |               |                |    |             |             |  |  |       |       |
|  | Böhmen         | W/O           |                |    |             |             |  |  |       |       |
|  | Böhmen         | W/O           | Nederländerna  | 2  |             |             |  |  |       |       |
|  |                |               |                |    |             |             |  |  |       |       |
|  | Sverige        | 0             |                |    |             |             |  |  |       |       |
|  | Sverige        | 0             |                |    |             |             |  |  |       |       |

### Kvartsfinaler
|  | 19 oktober 1908 | Nederländerna | W/O | Ungern |  |  |
|  |                 |               |     |        |  |  |
|  |                 |               |     |        |  |  |
|  |                 |               |     |        |  |  |

|  | 19 oktober 1908 | Danmark                                                                                              | 9 – 0 | Frankrike B | White City Stadium                                                 |                                                                    |
|  |                 | Nils Middelboe 10′, 49′ Vilhelm Wolfhagen 15′, 17′, 67′, 72′ Harald Bohr 25′, 47′ Sophus Nielsen 78′ |       |             | London Publik: 2 000 Domare: Thomas Kyle (England, Storbritannien) | London Publik: 2 000 Domare: Thomas Kyle (England, Storbritannien) |
|  |                 | |       |             | London Publik: 2 000 Domare: Thomas Kyle (England, Storbritannien) | London Publik: 2 000 Domare: Thomas Kyle (England, Storbritannien) |
|  |                 | |       |             | London Publik: 2 000 Domare: Thomas Kyle (England, Storbritannien) | London Publik: 2 000 Domare: Thomas Kyle (England, Storbritannien) |

|  | 20 oktober 1908 | Frankrike | W/O | Böhmen |  |  |
|  |                 |           |     |        |  |  |
|  |                 |           |     |        |  |  |
|  |                 |           |     |        |  |  |

|  | 20 oktober 1908 | Storbritannien | 12 – 10 | Sverige              | White City Stadium                                                   |                                                                      |
|  |                 | Harold Stapley 15′, ?′ Vivian Woodward ?′, ?′ Arthur Berry ??′ Frederick Chapman ??′ Clyde Purnell ?′, ?′, ?′, ?′ Robert Hawkes ?′, ?′ |         | 65′ Gustaf Bergström | London Publik: 2 000 Domare: John Ibbotson (England, Storbritannien) | London Publik: 2 000 Domare: John Ibbotson (England, Storbritannien) |
|  |                 | |         |                      | London Publik: 2 000 Domare: John Ibbotson (England, Storbritannien) | London Publik: 2 000 Domare: John Ibbotson (England, Storbritannien) |
|  |                 | |         |                      | London Publik: 2 000 Domare: John Ibbotson (England, Storbritannien) | London Publik: 2 000 Domare: John Ibbotson (England, Storbritannien) |

### Semifinaler
|  | 22 oktober 1908 | Storbritannien             | 4 – 0 | Nederländerna | White City Stadium                                                   |                                                                      |
|  |                 | Stapley 37′, 60′, 64′, 75′ |       |               | London Publik: 6 000 Domare: John Howcroft (England, Storbritannien) | London Publik: 6 000 Domare: John Howcroft (England, Storbritannien) |
|  |                 |                            |       |               | London Publik: 6 000 Domare: John Howcroft (England, Storbritannien) | London Publik: 6 000 Domare: John Howcroft (England, Storbritannien) |
|  |                 |                            |       |               | London Publik: 6 000 Domare: John Howcroft (England, Storbritannien) | London Publik: 6 000 Domare: John Howcroft (England, Storbritannien) |

|  | 22 oktober 1908 | Danmark | 17 – 10 | Frankrike           | White City Stadium                                                     |                                                                        |
|  |                 | Sophus Nielsen 3′, 4′, 6′, 39′, 46′, 48′, 52′, 64′, 66′, 76′ August Lindgren 18′, 37′ Vilhelm Wolfhagen 60′, 72′, 82′, 89′ Nils Middelboe 68′ |         | 16′ Émile Sartorius | London Publik: 1 000 Domare: Thomas Campbell (England, Storbritannien) | London Publik: 1 000 Domare: Thomas Campbell (England, Storbritannien) |
|  |                 | |         |                     | London Publik: 1 000 Domare: Thomas Campbell (England, Storbritannien) | London Publik: 1 000 Domare: Thomas Campbell (England, Storbritannien) |
|  |                 | |         |                     | London Publik: 1 000 Domare: Thomas Campbell (England, Storbritannien) | London Publik: 1 000 Domare: Thomas Campbell (England, Storbritannien) |

### Match om tredjepris
Frankrike blev så chockat efter att ha blivit utklassade med 1–17 av Danmark att man vägrade spela om brons. Nederländerna mötte då Sverige i matchen om tredjepris.
| [ 4 ] | 23 oktober 1908 | Nederländerna                    | 2 – 0 | Sverige | White City Stadium                                                  |                                                                     |
|       |                 | Jops Reeman 6′ Edu Snethlage 58′ |       |         | London Publik: 1 000 Domare: John Pearson (England, Storbritannien) | London Publik: 1 000 Domare: John Pearson (England, Storbritannien) |
|       |                 |                                  |       |         | London Publik: 1 000 Domare: John Pearson (England, Storbritannien) | London Publik: 1 000 Domare: John Pearson (England, Storbritannien) |
|       |                 |                                  |       |         | London Publik: 1 000 Domare: John Pearson (England, Storbritannien) | London Publik: 1 000 Domare: John Pearson (England, Storbritannien) |

### Final
|  | 24 oktober 1908 | Storbritannien                            | 2 – 0 | Danmark | White City Stadium                                                |                                                                   |
|  |                 | Frederick Chapman 20′ Vivian Woodward 46′ |       |         | London Publik: 8 000 Domare: John Lewis (England, Storbritannien) | London Publik: 8 000 Domare: John Lewis (England, Storbritannien) |
|  |                 |                                           |       |         | London Publik: 8 000 Domare: John Lewis (England, Storbritannien) | London Publik: 8 000 Domare: John Lewis (England, Storbritannien) |
|  |                 |                                           |       |         | London Publik: 8 000 Domare: John Lewis (England, Storbritannien) | London Publik: 8 000 Domare: John Lewis (England, Storbritannien) |

## Statistik

### Skytteligan
15 spelare gjorde mål under turneringen. Danmarks Nielsen gjorde tio 10 mål i en match och totalt 11 i turneringen.
| Plats | Namn               | Land           | Mål |
| ----- | ------------------ | -------------- | --- |
| 1     | Sophus Nielsen     | Danmark        | 11  |
| 2     | Vilhelm Wolffhagen | Danmark        | 8   |
| 3     | Harold Stapley     | Storbritannien | 6   |
| 4     | Clyde Purnell      | Storbritannien | 4   |
| 5     | Nils Middelboe     | Danmark        | 3   |
| 5     | Vivian Woodward    | Storbritannien | 3   |
| 7     | Harald Bohr        | Danmark        | 2   |
| 7     | Frederick Chapman  | Storbritannien | 2   |
| 7     | Robert Hawkes      | Storbritannien | 2   |
| 7     | August Lindgren    | Danmark        | 2   |
| 11    | Gustaf Bergström   | Sverige        | 1   |
| 11    | Arthur Berry       | Storbritannien | 1   |
| 11    | Jops Reeman        | Nederländerna  | 1   |
| 11    | Émile Sartorius    | Frankrike      | 1   |
| 11    | Edu Snethlage      | Nederländerna  | 1   |

### Målvaktsligan
| Plats | Namn                 | Land           | Insläppta mål | Matcher | Insläppta mål i snitt per match |
| ----- | -------------------- | -------------- | ------------- | ------- | ------------------------------- |
| 1     | Horace Bailey        | Storbritannien | 1             | 3       | 0,33                            |
| 2     | Ludvig Drescher      | Danmark        | 3             | 3       | 1,00                            |
| 3     | Reinier Beeuwkes     | Nederländerna  | 4             | 2       | 2,00                            |
| 4     | Oskar Bengtsson      | Sverige        | 14            | 2       | 7,00                            |
| 5     | Fernand Desrousseaux | Frankrike      | 9             | 1       | 9,00                            |
| 6     | Maurice Tillette     | Frankrike      | 17            | 1       | 17,00                           |